# Siberia

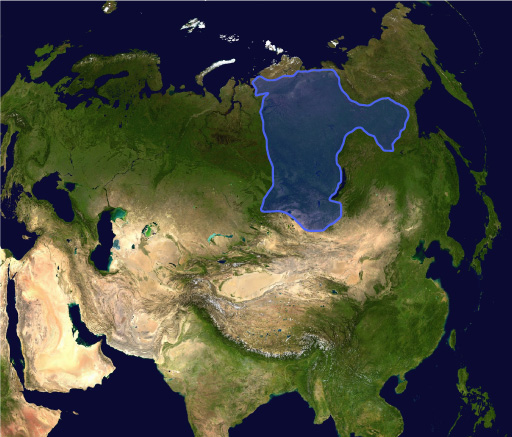
Den tidigare kontinenten Siberias läge i dagens Asien.

Siberia var en förhistorisk kontinent vars landmassa numera ingår i Eurasien. Som ett resultat av kontinentaldriften var Siberia stundom en helt fristående kontinent, men satt under perioder samman med andra kontinenter. Teorin om hur kontinenterna på detta vis förflyttar sig i förhållande till varandra kallas plattektonik.

## Förflyttning
| Geologisk period        | Beskrivning |
| ----------------------- | --- |
| 1000–750 milj. år sedan | Siberia var en del av superkontinenten Rodinia.                                                                       |
| 750–600 milj. år sedan  | Superkontinenten Rodina bröts isär. Av resterna tillhörde Siberia den mindre delen, som kom att kallas Protolaurasia. |
| Ediacara                | Siberia hängde samman med flera övriga kontinenter och bildade superkontinenten Pannotia.                             |
| Kambrium                | Siberia bröts loss och bildade en fristående kontinent.                                                               |
| Ordovicium              | |
| Silur                   | |
| Devon                   | |
| Karbon                  | Den sibiriska kontinenten kolliderade med Kazakhstania.                                                               |
| Perm                    | Den sibiriska kontinenten och Kazakhstania kolliderade med Baltika och bildade Pangaea.                               |
| Trias                   | |
| Jura                    | Pangaea delade sig och bildade Laurasien och Gondwana.                                                                |
| Krita                   | Laurasien delade sig och bildade den nordamerikanska kontinenten och Eurasien.                                        |
| Eocen                   | Den Indiska subkontinenten kolliderade med Asien, vilket skapade bergsmassivet Himalaya.                              |

### Fotnoter
1. ↑  Ove Johansson (28 juli 2015). ”Perm”. Naturhistoriska riksmuseet. Arkiverad från originalet den 5 april 2016. https://web.archive.org/web/20160405123020/http://www.nrm.se/faktaomnaturenochrymden/fossil/livetshistoria/perm.8034.html. Läst 3 februari 2016.